# جزیره شواسول
جزیره شواسول (انگلیسی: Choiseul Island) که نام بومی آن لائورو (Lauru) است، بزرگترین جزیره (۲٬۹۷۱ کیلومتر مربع) در استان شواسول جزایر سلیمان است.
در طول جنگ جهانی دوم نیروهای ژاپنی شواسول را در سال ۱۹۴۲ اشغال کردند. پس از استقلال جزایر سلیمان در ژوئیه سال ۱۹۷۸، شواسول به عنوان بخشی از استان شواسول اداره شده‌است. مرکز اداری استان شواسول شهر تارو است.